# In the Heat of the Night (Pat Benatar)
In the Heat of the Night è l'album di debutto di Pat Benatar ed è stato pubblicato nel 1979. Sull'onda del successo del singolo Heartbreaker il disco raggiunse la dodicesima posizione della classifica di vendita Billboard 200.
L'album contiene anche le cover di I Need a Lover di John Cougar Mellencamp, di Don't Let it Show di The Alan Parsons Project e No You Don't degli Sweet, oltre all'altro singolo di successo We live for love.

## Tracce
1. Heartbreaker (Geoff Gill, Clint Wade) – 3:29
2. I Need a Lover (John Mellencamp) – 3:30
3. If You Think You Know How to Love Me (Mike Chapman, Nicky Chinn) – 4:23
4. In the Heat of the Night (Chapman, Chinn) – 5:24
5. My Clone Sleeps Alone (Pat Benatar, Roger Capps) – 3:29
6. We Live for Love (Neil Giraldo) – 3:55
7. Rated X (Nick Gilder, McCulloch) – 3:17
8. Don't Let It Show (Alan Parsons, Eric Woolfson) – 4:04
9. No You Don't (Chapman, Chinn) – 3:20
10. So Sincere (Benatar, Capps) – 3:29

## Formazione
- Pat Benatar: voce
- Neil Giraldo: chitarra solista, tastiere
- Scott St. Clair Sheets: chitarra ritmica
- Roger Capps: basso, cori
- Glen Alexander Hamilton: percussioni